# Pseudodistoma megalarva
Pseudodistoma megalarva är en sjöpungsart som beskrevs av Monniot 1996. Pseudodistoma megalarva ingår i släktet Pseudodistoma och familjen Pseudodistomidae. Inga underarter finns listade i Catalogue of Life.